# Ludwik Piękoś
Ludwik Piękoś (ur. 7 sierpnia 1896 w Sokołowie Małopolskim, zm. 4 lipca 1916 pod Kościuchnówką) – sierżant Legionów Polskich, uczestnik I wojny światowej, kawaler Orderu Virtuti Militari.

## Życiorys
Syn Jana i Franciszki z domu Pasierb. Uczeń VII klasy c. k. Gimnazjum I w Rzeszowie (maturę wojenną zdał w Gimnazjum w Wadowicach w lutym 1915). Należał do Związku Strzeleckiego. Od 4 sierpnia 1914 w Legionach Polskich w I Brygadzie Legionów Polskich, z którą przeszedł cały szlak bojowy. Jako dowódca III plutonu w 3. kompanii VI batalionu 1 pułku piechoty walczył podczas I wojny światowej.
Szczególnie odznaczył się 4 lipca 1916 w bitwie pod Kostiuchnówką, gdzie „został ciężko ranny w trakcie kontrataku na przeważające siły npla. zagrażające tyłom 7 ppLeg. /.../ wyróżnił się pogardą śmierci i nadzwyczajną brawurą”. W tym też dniu tam poległ. 17 maja 1922 za tę postawę został odznaczony pośmiertnie orderem wojskowym „Virtuti Militari" V klasy.
Został pochowany niedaleko pola bitwy.

## Ordery i odznaczenia
- Krzyż Srebrny Orderu Wojskowego Virtuti Militari nr 7214 – pośmiertnie, 17 maja 1922[6][1][7][2]
- Krzyż Niepodległości – pośmiertnie[1][5]
- Krzyż Walecznych dwukrotnie[1][8]
- Odznaka I Brygady Legionów nr 927 – pośmiertnie, 6 sierpnia 1916[1]